# 行政院人事行政總處地方行政研習中心
行政院人事行政總處地方行政研習中心（簡稱地研中心）曾是中華民國行政院人事行政總處的附屬機關，負責地方政府公務人員的訓練工作。

## 沿革

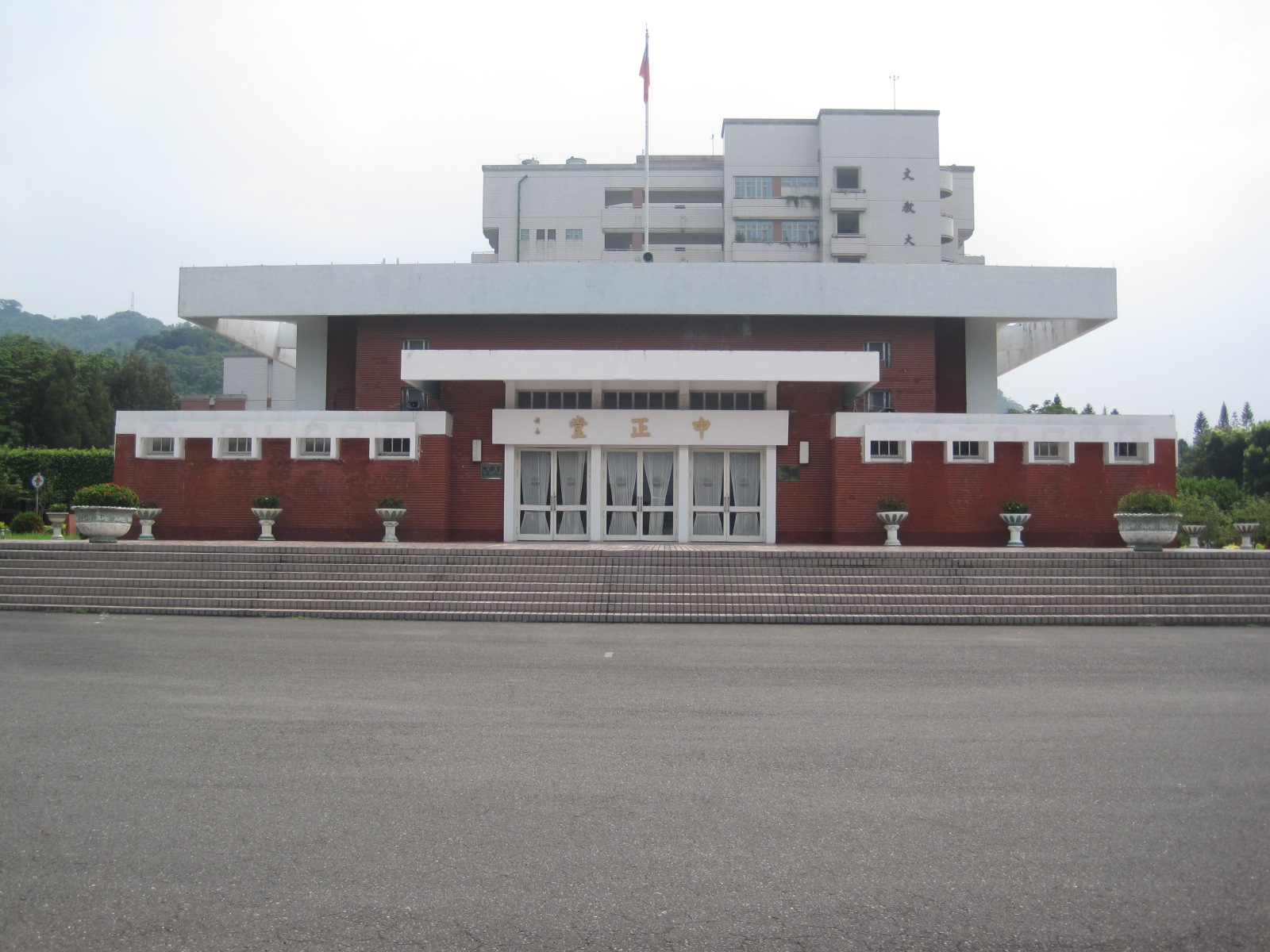
原臺灣省政府訓練團中正堂

- 1945年10月：臺灣省行政長官公署為培養地方行政幹部，成立「臺灣省地方行政幹部訓練團」辦理幹部職前訓練及在職訓練，團址設於臺北市水源路，團主任由臺灣省行政長官兼任。
- 1946年8月：臺灣省地方行政幹部訓練團改名為「臺灣省訓練團」。
- 1949年2月：臺灣省訓練團奉令結束。
- 1950年3月29日：臺灣省政府成立「臺灣省青年服務團」，團址設於臺北市圓山體育場。
- 1956年6月：臺灣省青年服務團奉令結束。
- 1956年7月：臺灣省政府於臺北市大直臺灣省青年服務團原址（今大直高中校址）恢復成立臺灣省訓練團，由臺灣省主席兼任團主任。
- 1965年5月：配合行政院的省府疏遷政策，臺灣省訓練團隨臺灣省政府遷至中興新村現址。
- 1994年12月：臺灣省訓練團更名為「臺灣省政府訓練團」，成為臺灣省政府一級機關。
- 1997年5月26日：配合臺灣省政府組織調整，臺灣省政府訓練團改制為「臺灣省政府公務人力培訓處」。
- 1999年7月1日：配合臺灣省政府功能業務與組織調整，臺灣省政府公務人力培訓處改隸行政院人事行政局，並更名為「行政院人事行政局地方行政研習中心」。
- 2004年5月3日：國家文官培訓所成立中部園區，與行政院人事行政局地方行政研習中心共存[1]。
- 2012年2月6日：配合行政院功能業務與組織調整，行政院人事行政局地方行政研習中心更名為「行政院人事行政總處地方行政研習中心」。
- 2017年7月7日：行政院人事行政總處地方行政研習中心與行政院人事行政總處公務人力發展中心整併成立「行政院人事行政總處公務人力發展學院」，地方行政研習中心為南投院區，公務人力發展中心為臺北院區。

## 歷任首長
| 任別                                              | 姓名                                              | 就職時間                                          | 卸任時間                                          | 備註                                              |
| 臺灣省政府時期 省訓團主任（行政長官、省主席兼任） | 臺灣省政府時期 省訓團主任（行政長官、省主席兼任） | 臺灣省政府時期 省訓團主任（行政長官、省主席兼任） | 臺灣省政府時期 省訓團主任（行政長官、省主席兼任） | 臺灣省政府時期 省訓團主任（行政長官、省主席兼任） |
| ------------------------------------------------- | ------------------------------------------------- | ------------------------------------------------- | ------------------------------------------------- | ------------------------------------------------- |
| 1                                                 | 陳儀                                              | 1945年10月                                        | 1947年3月22日                                     | 行政長官，被撤職                                  |
| 2                                                 | 魏道明                                            | 1947年5月16日                                     | 1949年1月5日                                      | 省主席                                            |
| 3                                                 | 陳誠                                              | 1949年1月5日                                      | 1949年2月                                         | 單位廢除                                          |
| 4                                                 | 嚴家淦                                            | 1956年7月                                         | 1957年8月16日                                     | 單位恢復                                          |
| 5                                                 | 周至柔                                            | 1957年8月16日                                     | 1962年12月1日                                     |                                                   |
| 6                                                 |                                                   | 1962年12月1日                                     | 1969年7月5日                                      |                                                   |
| 7                                                 | 陳大慶                                            | 1969年7月5日                                      | 1972年6月6日                                      |                                                   |
| 8                                                 | 謝東閔                                            | 1972年6月6日                                      | 1978年5月20日                                     |                                                   |
| 9                                                 | 林洋港                                            | 1978年6月12日                                     | 1981年12月5日                                     |                                                   |
| 10                                                | 李登輝                                            | 1981年12月5日                                     | 1984年5月20日                                     |                                                   |
| 11                                                | 邱創煥                                            | 1984年6月9日                                      | 1990年6月18日                                     |                                                   |
| 12                                                | 連戰                                              | 1990年6月19日                                     | 1993年2月25日                                     |                                                   |
| 13                                                | 宋楚瑜                                            | 1993年3月20日                                     | 1997年5月26日                                     | 省主席、省長                                      |
| 省訓團教育長                                      |                                                   |                                                   |                                                   |                                                   |
| 1                                                 | 潘振球                                            | 1956年7月1日                                      | 1964年6月30日                                     |                                                   |
| 2                                                 | 杭世騏                                            | 1964年6月30日                                     | 1966年10月1日                                     |                                                   |
| 3                                                 | 林杞                                              | 1966年10月1日                                     | 1967年3月1日                                      |                                                   |
| 4                                                 | 張國疆                                            | 1967年3月1日                                      | 1969年10月20日                                    |                                                   |
| 5                                                 | 安國祥                                            | 1969年10月20日                                    | 1972年7月1日                                      |                                                   |
| 6                                                 | 梁孝煌                                            | 1972年7月1日                                      | 1978年7月2日                                      |                                                   |
| 7                                                 | 秦祖熙                                            | 1978年7月2日                                      | 1979年8月20日                                     |                                                   |
| 8                                                 | 袁子濬                                            | 1979年8月20日                                     | 1982年1月4日                                      |                                                   |
| 9                                                 | 賀雨辰                                            | 1982年1月4日                                      | 1989年1月31日                                     |                                                   |
| 10                                                | 李建生                                            | 1989年1月31日                                     | 1993年3月31日                                     |                                                   |
| 11                                                | 廖勝雄                                            | 1993年3月31日                                     | 1994年8月30日                                     |                                                   |
| 12                                                | 許榮宗                                            | 1994年8月31日                                     | 1997年2月27日                                     |                                                   |
| 13                                                | 秦金生                                            | 1997年3月10日                                     | 1997年5月25日                                     |                                                   |
| 臺灣省政府公務人力培訓處 處長                     |                                                   |                                                   |                                                   |                                                   |
| 1                                                 | 秦金生                                            | 1997年5月26日                                     | 1998年12月20日                                    |                                                   |
| 2                                                 | 陳鏡潭                                            | 1999年1月27日                                     | 1999年6月30日                                     | 省府委員兼任                                      |
| 行政院人事行政局地方行政研習中心 主任             |                                                   |                                                   |                                                   |                                                   |
| 1                                                 | 歐育誠                                            | 1999年7月14日                                     | 2000年4月15日                                     | 人事局常務副局長兼任                              |
| 2                                                 | 楊百島                                            | 2000年4月16日                                     | 2001年10月23日                                    |                                                   |
| 3                                                 | 韓英俊                                            | 2001年10月23日                                    | 2004年1月16日                                     |                                                   |
| 4                                                 | 陳烽堯                                            | 2004年1月16日                                     | 2004年10月1日                                     |                                                   |
| 5                                                 | 顏秋來                                            | 2004年10月1日                                     | 2005年11月2日                                     |                                                   |
| 6                                                 | 城忠志                                            | 2006年3月31日                                     | 2011年9月5日                                      |                                                   |
| 7                                                 | 鍾振芳                                            | 2011年9月6日                                      | 2012年2月5日                                      | 改制                                              |
| 行政院人事行政總處地方行政研習中心 主任           |                                                   |                                                   |                                                   |                                                   |
| 1                                                 | 鍾振芳                                            | 2012年2月6日                                      | 2012年7月15日                                     |                                                   |
| 2                                                 | 李忠正                                            | 2012年7月16日                                     | 2017年1月15日                                     |                                                   |
| 2                                                 | 城忠志                                            | 2017年1月16日                                     | 2017年7月6日                                      | 公務人力發展中心主任兼代                          |

## 組織
地方行政研習中心被整併時的組織架構：
- 主任
- 副主任

業務單位
- 教學及發展組
- 輔導及推廣組
- 數位學習組
- 地方治理研究中心

幕僚單位
- 秘書室
- 人事室
- 主計室

## 相關資訊
- 中華民國政府訓練機構 （页面存档备份，存于）
- 公務人員保障暨培訓委員會
- 國家文官學院
- 地方政府公務人員特種考試

## 外部連結
- 行政院人事行政總處地方行政研習中心（繁體中文）（英文）
- 行政院人事行政總處地方行政研習中心的Facebook專頁
- YouTube上的地方行政研習中心頻道